# Dorylaimopsis perfecta
Dorylaimopsis perfecta är en rundmaskart som först beskrevs av Nathan Augustus Cobb 1920.  Dorylaimopsis perfecta ingår i släktet Dorylaimopsis och familjen Comesomatidae. Inga underarter finns listade i Catalogue of Life.